# Brachylophon
Brachylophon es un género botánico de plantas con flores con siete especies perteneciente a la familia Malpighiaceae.

## Taxonpmía
El género fue descrito por  Daniel Oliver (botánico) y publicado en Hooker's Icones Plantarum  16: 1566 en el año 1887. La especie tipo es Brachylophon curtisii Oliv.

## Especies
- Brachylophon acuminatum
- Brachylophon acuminatus
- Brachylophon anastomosans
- Brachylophon curtisii
- Brachylophon hulletti
- Brachylophon niedenzuianum
- Brachylophon scortechini